# Distrito de Hart
Hart es un distrito no metropolitano del condado de Hampshire (Inglaterra). Tiene una superficie de 215,27 km². Según el censo de 2001, Hart estaba habitado por 83 505 personas y su densidad de población era de 387,91 hab/km².